# La Quatrième Guerre
Pour plus de détails, voir Fiche technique et Distribution.
La Quatrième Guerre (The Fourth War) est un film américano-canadien réalisé par John Frankenheimer et sorti en 1990.

## Synopsis
En 1988, pendant la guerre froide, deux colonels — un Américain (Roy Scheider) et un Russe (Jurgen Prochnow) — mènent leur propre guerre privée contre l'autre à la frontière germano-tchécoslovaque. Comme la querelle des colonels dégénère peu à peu dans des proportions effrayantes, la menace d'un conflit armé à grande échelle entre les deux passe de possible à probable et semble imminente.

## Fiche technique
- Titre original : The Fourth War
- Titre français : La Quatrième Guerre
- Réalisation : John Frankenheimer
- Scénario : Stephen Peters et Kenneth Ross, d'après le roman de Stephen Peters
- Direction artistique : Alan Manzer, Rick Roberts
- Décors : Janice Blackie-Goodine
- Costumes : Ray Summers
- Photographie : Gerry Fisher
- Son : Mike Le Mare
- Montage : Robert F. Shugrue
- Musique : Bill Conti
- Production : Wolf Schmidt

Production déléguée : Sam Perlmutter, William Stuart
Production exécutive : Robert L. Rosen
- Sociétés de production : Aurora Productions, Kodiak Films
- Sociétés de distribution : Cannon Film Distributors (États-Unis), Cineplex Odeon Films (Canada)
- Pays de production :  États-Unis,  Canada
- Langues originales : anglais, russe, tchèque
- Format : couleur  — 35 mm — 1,85:1 — son Dolby
- Genre : guerre, drame
- Durée : 91 minutes
- Dates de sortie : 
  - Turquie : 12 janvier 1990
  - États-Unis : 23 mars 1990

## Distribution
- Roy Scheider : le colonel Jack Knowles
- Jürgen Prochnow : le colonel Valachev
- Tim Reid (VF : Pascal Renwick) : le lieutenant-colonel Clark
- Lara Harris (en) : Elena
- Harry Dean Stanton (VF : Pierre Hatet) : le général Hackworth
- Dale Dye : le sergent-major
- William MacDonald : le caporal de la police militaire
- David Palffy : soldat Gawky

## Production
Le tournage a lieu de février à avril 1989. Il se déroule en Alberta, notamment à Calgary, Bragg Creek et Canmore.

## Accueil
Sur l'agrégateur américain Rotten Tomatoes, il récolte 78% d'opinions favorables pour 9 critiques et une note moyenne de 5,83⁄10. Sur Metacritic, il obtient une note moyenne de 57⁄100 pour 15 critiques.
À sa sortie, le film récolte 1 305 887 $ au box-office américain.

## Commentaire
Le titre — évoquant une Quatrième Guerre mondiale — provient d'une citation d'Albert Einstein : « Je ne sais pas comment on fera la Troisième Guerre mondiale, mais je sais comment on fera la quatrième : avec des bâtons et des pierres ».